# Daniel Xhafaj
Daniel Xhafaj lub Daniel Xhafa (ur. 1 maja 1977 we Wlorze) – albański piłkarz i trener piłkarski, w 2007 roku reprezentant Albanii, król strzelców Kategorii Superiore z lat 2010–2011, były kapitan Teuty Durrës.